# Herb gminy Rudka
Herb gminy Rudka – symbol gminy Rudka, ustanowiony w 1997.

## Wygląd i symbolika
Herb przedstawia na tarczy w polu czerwonym srebrny topór ze złotym toporzyskiem. Jest to godło z herbu Topór, którym posługiwał się ród Ossolińskich. 